# Швейггер, Август Фридрих
Август Фридрих Швейггер (нем. August Friedrich Schweigger; 1783—1821) — немецкий натуралист.

## Биография
Август Фридрих Швейггер изучал медицину, ботанику и зоологию в Эрлангене. После преподавания в Берлине (1804) и Париже (1806), в 1809 году он стал профессором ботаники и медицины в Кёнигсбергском университете. В 1815 году был избран членом Шведской королевской академии наук. В 1821 году был убит во время экспедиции в Сицилии.
В честь учёного назван род растений Schweiggeria Spreng. семейства фиалковых (Violaceae).

## Труды
- Specimen flora erlangensis., 1805
- Kranken- und Armenanstalten in Paris. Bayreuth: Lübeck, 1809
- Prodromus monographiae Cheloniorum. Königsberger Archiv. Naturwiss. Math. 1:271–368, 406–468.
- Beobachtungen auf naturhistorischen Reisen. Berlin, 1819 (Digitalisat)
- Handbuch der Naturgeschichte der skelettlosen ungegliederten Tiere. Leipzig, 1820
- De plantarum classificatione naturalis. 1821